# Гижицкий, Павел (архитектор)
Павел Гижицкий (пол. Paweł Giżycki; 24 января 1692, Великая Польша — 28 января 1762, Кременец, Корона Королевства Польского) — польский архитектор, представитель стиля барокко, монах-иезуит. 

## Биография
Родился в 1692 году в Великой Польше. Выходец из шляхетского рода Гижицких герба Годзава. В 1710 году вступил в орден иезуитов. С 1713 по 1723 году изучал теологию в учебных заведениях Люблина, Сандомира и Кракова. В дальнейшем активно занимался миссионерской деятельностью среди православного населения, в том числе в Луцке, Владимире-Волынском и Кременце. 
Неизвестно где именно и у кого Гижицкий обучался ремеслу архитектора. Версия о том, что он был самоучкой плохо согласуется с уровнем мастерства, которого он достиг. Согласно другой версии, он мог быть учеником одного из известных польских архитекторов своего времени, например, Каспера Бажанки. Как архитектор, Гижицкий отличался исключительной продуктивностью. Ему приписывают строительство нескольких десятков католических, преимущественно иезуитских храмов в Луцке, Кременце и многих других местах. Гижицкий был также известен, как автор запрестольных образов и религиозных картин для иконостасов, в частности, ему приписывается иконостас греко-католической церкви в Подгорцах. Он также отвечал за оформление похорон богатых польских магнатов (из семей Замойских, Сангушко, Вишневецких) и создание богатых резных декораций и балдахинов, которые использовались на этих похоронах.
Хотя многие проекты Гижицкого были реализованы, сам он обычно не руководил работами, а только составлял проекты для них, что, до некоторой степени, объясняет его продуктивность. Большинство проектов, приписываемых Гижицкому, были реализованы в период с 1724 по 1760 год.
Скончался в 1762 году в Кременце.

## Галерея

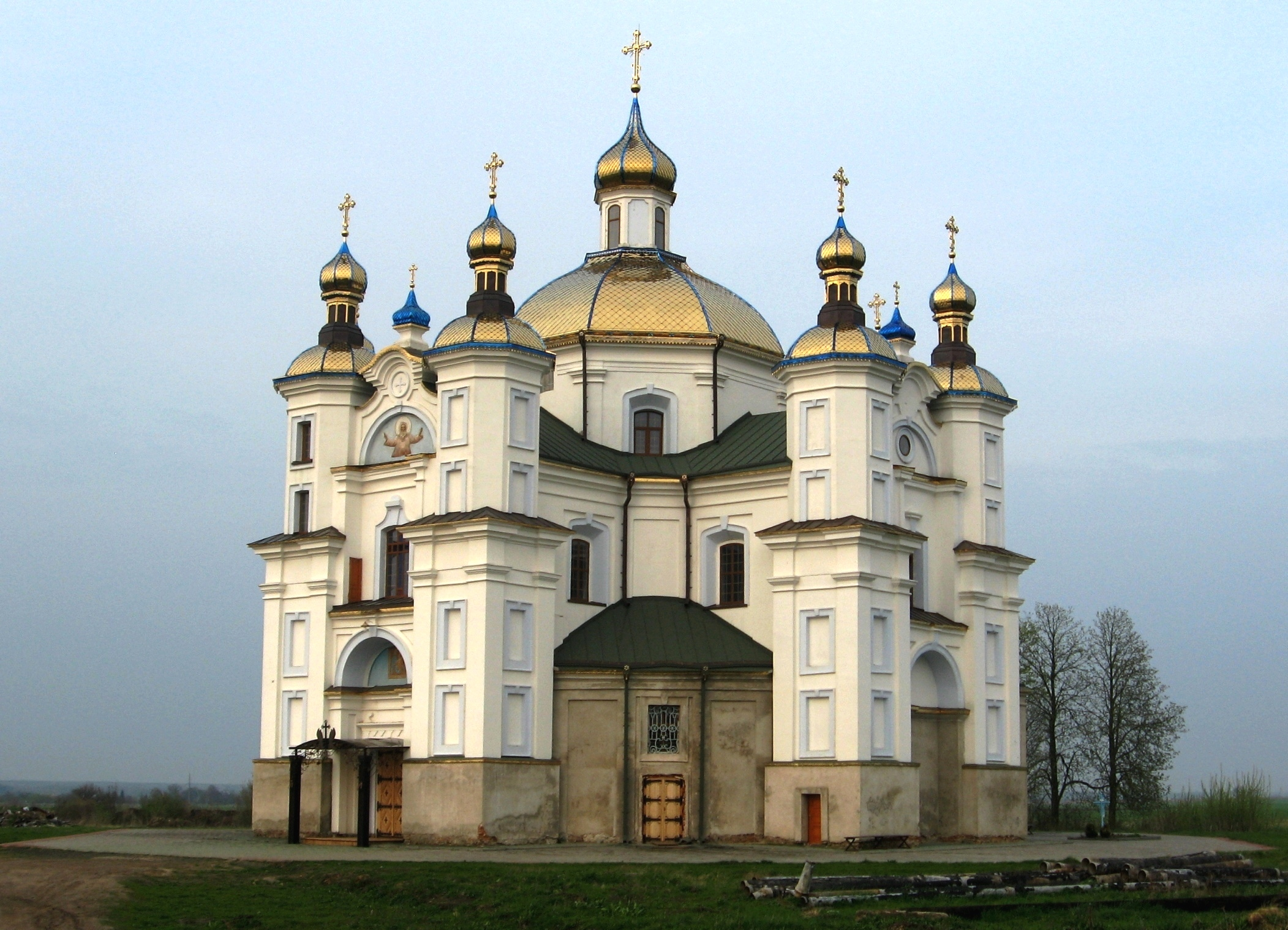
Церковь Рождества Богородицы в Поддубцах, поблизости от Луцка.
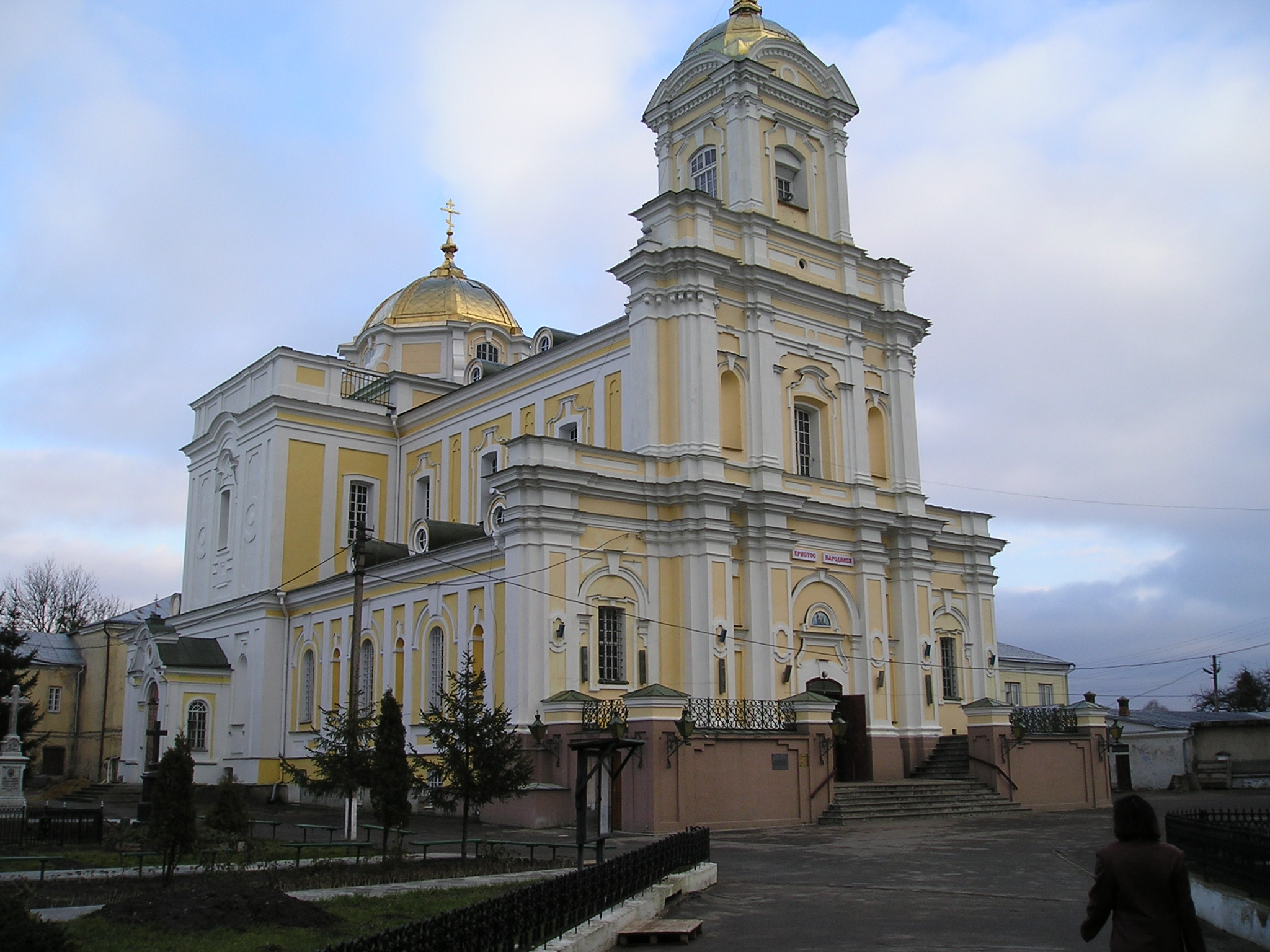
Костёл бернардинцев в Луцке.
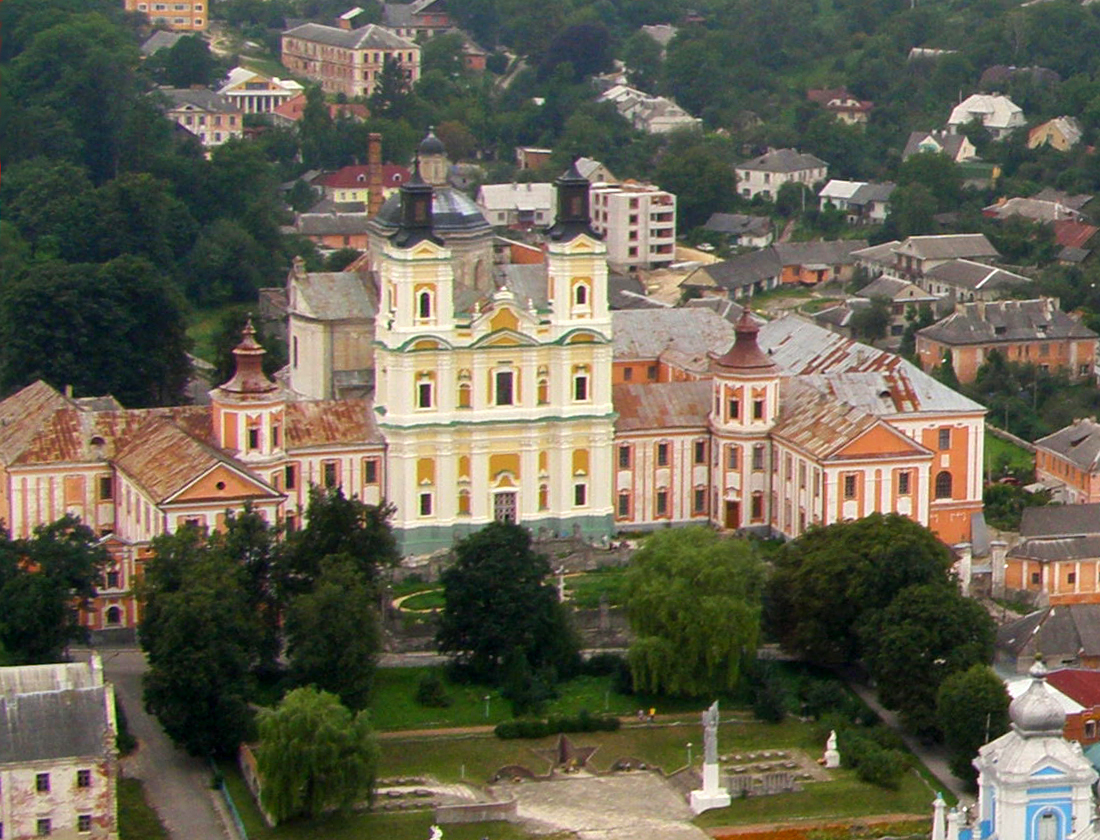
Иезуитский коллегиум в Кременце.
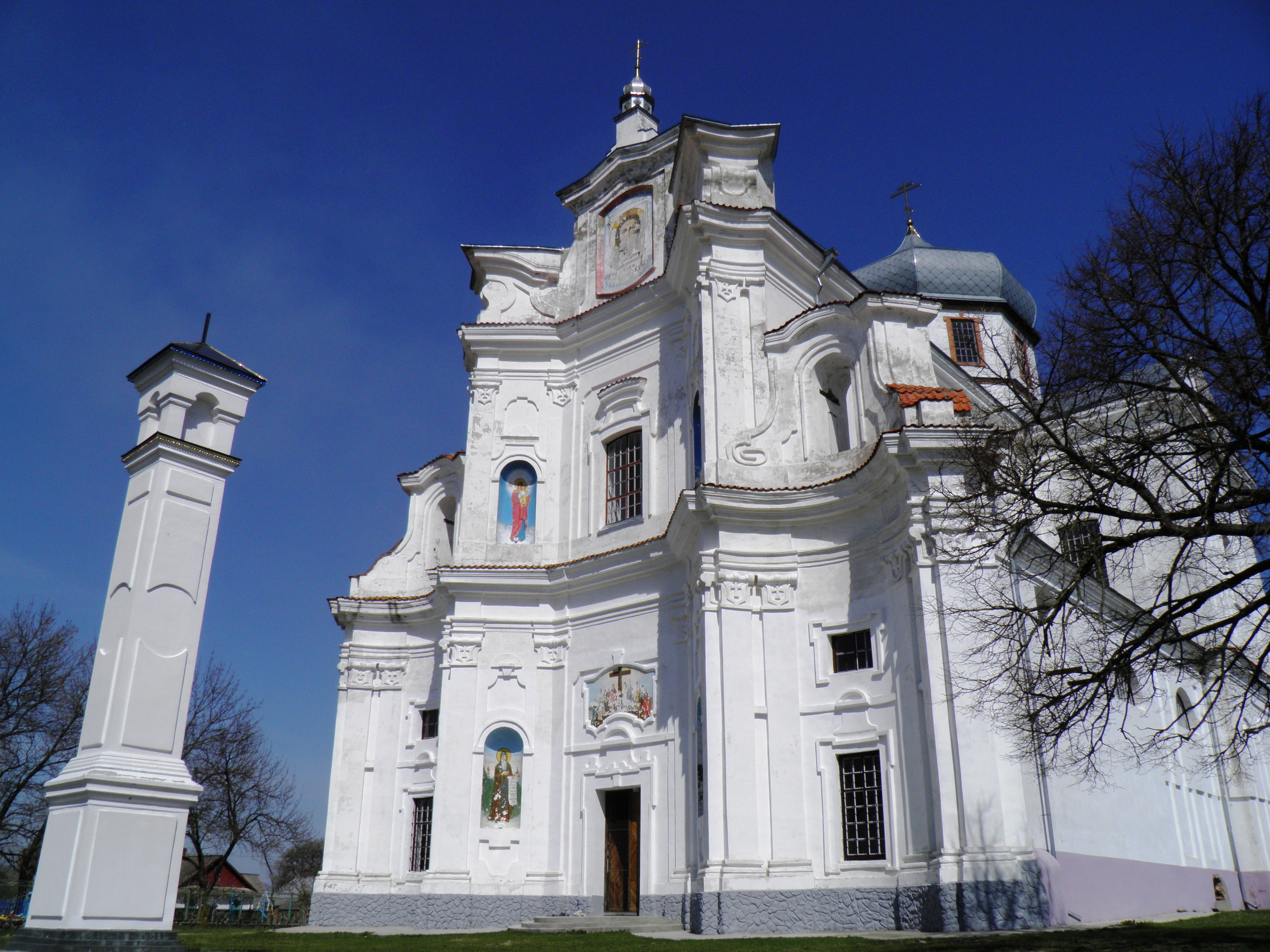
Костёл доминиканцев в Чарторыйске.